# مايك وايت
مايك وايت (بالإنجليزية: Mike White)‏ (و. 1970 – م) هو ممثل، وكاتب سيناريو، وكاتب من الولايات المتحدة الأمريكية . ولد في باسادينا، كاليفورنيا .

## التعليم
تعلم في جامعة وسليان

## روابط خارجية
- مايك وايت على موقع IMDb (الإنجليزية)
- مايك وايت على موقع ألو سيني (الفرنسية)
- مايك وايت على موقع ميوزك برينز (الإنجليزية)
- مايك وايت على موقع أول موفي (الإنجليزية)
- مايك وايت على موقع بوكس أوفيس موجو (الإنجليزية)
- مايك وايت على موقع قاعدة بيانات برودواي على الإنترنت (الإنجليزية)
- مايك وايت على موقع قاعدة بيانات الأفلام السويدية (السويدية)
- مايك وايت على موقع إن إن دي بي (الإنجليزية)
- مايك وايت على موقع قاعدة بيانات الفيلم (الإنجليزية)
- مايك وايت على موقع كينوبويسك (الروسية)